# Duncan Haldane
Frederick Duncan Michael Haldane FRS, škotsko-slovenski fizik in Nobelov nagrajenec za fiziko, * 14. september 1951, London, Združeno kraljestvo.

## Izobraževanje
Haldane se je izobraževal na šoli St. Paul v Londonu in Christ's College v Cambridgeu, kjer je diplomiral in leta 1978 prejel doktorat iz znanosti. Mentor njegove doktorske disertacije je bil Philip Warren Anderson.

## Kariera in raziskave
Haldane je med leti 1977 in 1981 delal kot fizik na Institutu Laue – Langevin v Franciji. Avgusta 1981 je Haldane postal docent za fiziko na Univerzi Južne Kalifornije, kjer je ostal do leta 1987. Haldane je bil leta 1981 imenovan za izrednega profesorja fizike, kasneje pa redni profesor fizike leta 1986. Julija 1986 se je Haldane zaposlil na oddelku za fiziko na Univerzi Kalifornije v San Diegu kot profesor fizike, kjer je ostal do februarja 1992. Leta 1990 je bil Haldane imenovan za profesorja fizike na oddelku za fiziko na Univerzi Princeton, kjer ostaja do danes. Leta 1999 je bil Haldane imenovan za profesorja fizike Eugena Higginsa. Leta 2017 je bil imenovan za univerzitetnega profesorja fizike Shermana Fairchilda.
Haldane je znan po številnih temeljnih prispevkih za fiziko kondenzirane snovi, vključno s teorijo Luttingerjevih tekočin, teorijo enodimenzionalnih spinskih verig, teorijo frakcijskega učinka kvantne hale, izključitveno statistiko, spektri prepletenosti in še veliko več. Od leta 2011 razvija nov geometrični opis frakcijskega kvantnega Hallovega učinka, ki uvaja "obliko" "kompozitnega bozona", ki ga opisuje "unimodularno" (determinanta 1) prostorsko metrično-tenzorsko polje kot temeljno kolektivno stopnjo svobode frakcijskega kvantnega Hallovega učinka (FQHE). Ta novi opis "Chern-Simons + kvantna geometrija" je nadomestek za paradigmo "Chern-Simons + Ginzburg-Landau", uvedeno okrog leta 1990. Za razliko od svojega predhodnika ponuja opis kolektivnega načina FQHE, ki se ujema z Girvin-Macdonald-Platzmanovim "enojnim približevanjem".

## Priznanja
Haldane je bil leta 1996 izvoljen za člana britanske Kraljeve družbe (FRS) in leta 1992 za člana Ameriške akademije znanosti in umetnosti (Boston). sodelavec Ameriškega fizikalnega društva (1986) Je tudi član britanskega Inštituta za fiziko (1996) in Ameriškega združenja za napredek znanosti (2001).
Prejel je nagrado Oliverja E. Buckleyja Ameriškega fizikalnega društva (1993); raziskovalno mesto s strani fundacije Alfreda P. Sloana (1984–1888); Lorentzovo stolico (2008), Diracovo medaljo (2012); častni doktorat Univerze Cergy-Pontoise (2015), kot tudi Univerze v Ljubljani (2018), 6. junija 2019 je bil izvoljen za dopisnega člana SAZU in istega leta tudi za častnega člana DMFA. 
Z Davidom J. Thoulessom in J. Michaelom Kosterlitzom si je Haldane razdelil Nobelovo nagrado za fiziko leta 2016 "za teoretična odkritja topoloških faznih prehodov in topoloških faz snovi". 

## Osebno življenje
Haldane je britanski državljan in stalni prebivalec Združenih držav Amerike. Z ženo Odile Belmont živi v Princetonu v New Jerseyju. Njegov oče je bil zdravnik v britanski vojski, ki je deloval na meji med Jugoslavijo in Avstrijo, kjer je spoznal mlado študentko medicine, Slovenko Ljudmilo Renko. Po poroki sta se preselila v Anglijo, kjer se je rodil Duncan.
Slovensko državljanstvo je prejel na slovesnosti na slovenskem veleposlaništvu v Washingtonu 22. marca 2019. 